# Coprosma pseudocuneata
Coprosma pseudocuneata là một loài thực vật có hoa trong họ Thiến thảo. Loài này được W.R.B.Oliv. ex Garn.-Jones & Elder mô tả khoa học đầu tiên năm 1996.